# Veikko Kankkonen
Esa Veikko Antero Kankkonen (* 5. Januar 1940 in Sotkamo, Finnland) ist ein ehemaliger finnischer Skispringer.

## Werdegang
Er war 1963/64 und 1965/66 Gesamtsieger der Vierschanzentournee. Bei den Olympischen Winterspielen 1964 in Innsbruck gewann er Gold auf der Normalschanze (in Seefeld) und Silber auf der Großschanze (am Bergisel). Da die Nordischen Skiweltmeisterschaften in diesem Jahr im Rahmen der Olympischen Spiele ausgetragen wurden, wurde Kankkonen so zugleich Weltmeister und Vizeweltmeister. Im selben Jahr erhielt er die Holmenkollen-Medaille.

Bei den Nordischen Skiweltmeisterschaften 1962 war er Zehnter auf der Normalschanze geworden, 1963 gewann er das Holmenkollenspringen.
Zu den Weltmeisterschaften 1966 konnte er verletzungsbedingt nicht antreten.
Bei den Olympischen Winterspielen 1968 war er der Flaggenträger Finnlands, konnte aber keine Medaillen erringen.

## Erfolge

### Schanzenrekorde
| Ort       | Land       | Weite              | aufgestellt am  | Rekord bis     |
| --------- | ---------- | ------------------ | --------------- | -------------- |
| Innsbruck | Österreich | 95,5 m (HS: 130 m) | 9. Februar 1964 | 4. Januar 1970 |